# Obligation
En obligation (af latin obligare: forpligte) er et gældsbrev.
Oftest anvendes begrebet obligation for et af flere homogene gældsbreve (massegældsbreve). Obligationer er ofte omsætbare ihændehaverpapirer, dvs. at låntager (obligationsudstederen) ikke har indflydelse på, hvem långiverne (obligationsejerene) er, at obligationerne kan handles, og at den til enhver tid værende ejer af en obligation har det krav på obligationsudstederen, som er beskrevet i obligationens vilkår.
Det er en betingelse for, at obligationer kan blive børsnoterede, at de er frit omsættelige. I Danmark og i langt de fleste andre industrilande er børsnoterede obligationer udstedt elektronisk og findes således ikke fysisk. I Danmark registreres obligationerne i VP Securities (tidligere Værdipapircentralen).
En obligationsserie er oftest betegnelsen for en gruppe af obligationer med identiske vilkår, og hvis de er børsnoterede, har de en entydig fondskode. Imidlertid anvender realkreditinstitutterne også betegnelsen obligationsserie for en samling af obligationer, hvor nogle, men ikke alle, vilkår er identiske, og underinddeler en obligationsserie i årgange, afdelinger og renteafdelinger, hvor serien altså kan rumme flere fondskoder.
Obligationer, der kan konverteres til aktier, kaldes konvertible obligationer (engelsk: Convertible bonds). Denne betegnelse anvendes også lejlighedsvist for obligationer, hvor udsteder før obligationernes ordinære udløb har mulighed for at indfri dem til pålydende (engelsk: Callable bonds); men for at kunne sondre mellem disse to former, betegner mange derfor den sidstnævnte type som konverterbare obligationer.
Obligationer er som lån karakteriseret ved deres hovedstol, (kupon-)rente og afdragsprofil.
Obligationer opdeles også efter karakteren af udsteder:
- Statsobligationer udstedes af suveræne stater
- Realkreditobligationer udstedes af realkreditinstitutter
- Erhvervsobligationer udstedes af selskaber (virksomhedsobligation) og andre erhvervsvirksomheder

Herudover opdeles obligationer efter deres sikkerhedsmæssige placering:
- Obligationer, som i prioritetsorden står efter andre, usikrede fordringer, kaldes efterstillede, junior eller ansvarlige
- Obligationer, som i prioritetsorden står lige med andre usikrede fordringer, kaldes ikke-efterstillede eller senior (eller også specificeres dette ikke)